# シバテン

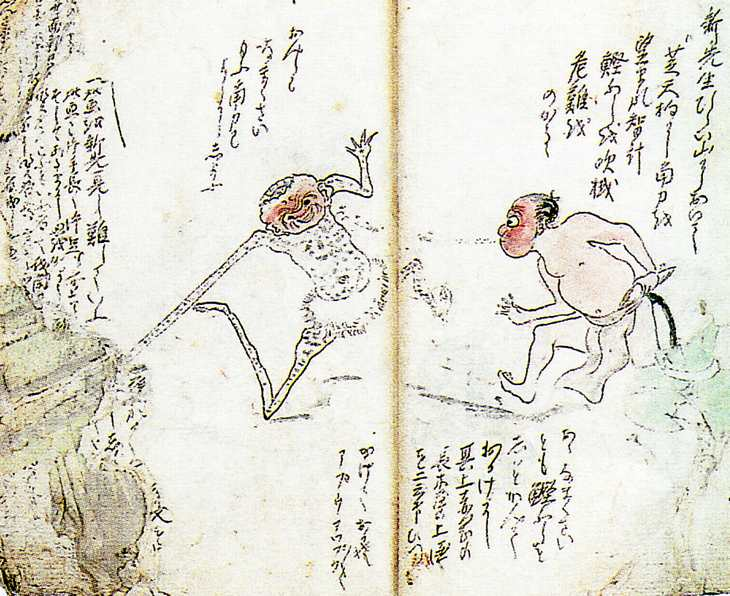
『新先生一代記』より「芝天」

シバテンまたは芝天狗（しばてんぐ）は、高知県や徳島県に伝わる河童に近い妖怪、もしくは河童の一種。

## 概要
外観は身長1メートルほどの小さな子供のようで、全身に毛深い体毛が生えている。川の堤などに現れる。
人間を見ると相撲を挑んでくる。その力は人間の大人を上回るほど。この相撲の相手をすると、シバテンに化かされて一晩中相撲をし続ける羽目になる。また高知の大川村や本川村（現・いの町）では、シバテンは最初は相撲に負けてばかりだが、相撲をとっている内に次第に体が太り、ついには相手を倒してしまうという。人間を騙し、石や藁と相撲をとらせるともいう。
土佐郡土佐山村（現・高知市土佐山地区）では、普段は山の中に住んでおり、旧暦6月6日の祇園の日になると川に入って猿猴になるといわれている。また徳島の祖谷山地方では、山の中から木を倒す音や山崩れの音を発して人を脅かすという。
名称の「天狗」は、この妖怪がもとは天狗だったことが由来とする説がある。また「シバ」は柴犬などと同様、小さいことを意味するともいわれる。
2015年4月1日には『東京新聞』がエイプリルフール企画として、「土佐のレジェンド妖怪『シバテン』現る?」というジョーク記事を掲載した。